# Carvalhas
Carvalhas es una freguesia portuguesa del concelho de Barcelos, con 3,50 km² de área y 781 habitantes (2001). Densidad de población: 223,1 hab/km².

## Patrimonio
- Peña del Laje dos Sinais.
- Restos de la construcción Forno dos Mouros.